# 遺墨 (松本清張)
『遺墨』（いぼく）は、松本清張の短編小説。『清張短篇新集』第11話として『小説新潮』1979年3月号に掲載され、1979年12月に短編集『隠花の飾り』収録の1作として、新潮社より刊行された。
1986年にテレビドラマ化されている。

## あらすじ
速記者の向井真佐子は、その正確な速記が哲学者の呼野信雄に気に入られ、以後呼野の指名を受けるようになった。呼野は哲学の業績と同時に、東洋美術に関する平明なエッセイを書き、人気を博していた。真佐子は呼野から、速記だけでなく自宅で仕事を手伝ってもらえないかと依頼され、呼野の専従となった。呼野夫人は、夫の仕事に関心が薄く、世話もあまりしていないことがわかった。呼野は真佐子に心楽しそうに仕事を教えた。二人の間に愛情が生まれ、やがて外で密会を重ねるようになった。
一年ほどして呼野は自宅で倒れた。死を覚悟した呼野は真佐子を枕元に呼び、これまでのお礼・遺産分けとして、短文と墨絵による画帖を渡した。それで呼野が息をひきとっていたら、真佐子には美しい追憶が残されるはずであった。が…。

## テレビドラマ
1986年6月9日、関西テレビ制作・フジテレビ系列(FNS)の「松本清張サスペンス 隠花の飾り」（22:00-22:54）の1作として放映。視聴率11.6％（ビデオリサーチ調べ、関東地区）。
キャスト
- 大滝秀治
- 岸田今日子
- 島村佳江
- 奈良岡朋子
- 和沢昌治
- 佐々木敏
- 桜井ゆうこ
- 草野裕
- 山崎健二
- 仲野裕
- 松下昌司

スタッフ
- 脚本：岩間芳樹
- 監督：河野宏
- 制作：関西テレビ、松竹、霧企画

| 関西テレビ制作・フジテレビ系列 松本清張サスペンス・隠花の飾り | 関西テレビ制作・フジテレビ系列 松本清張サスペンス・隠花の飾り | 関西テレビ制作・フジテレビ系列 松本清張サスペンス・隠花の飾り |
| 前番組                                                        | 番組名                                                        | 次番組                                                        |
| ------------------------------------------------------------- | ------------------------------------------------------------- | ------------------------------------------------------------- |
| 箱根初詣で （1986.6.2）                                       | 遺墨 （1986.6.9）                                             | お手玉 （1986.6.16）                                          |